# Андрија Игић
Андрија Игић (Бабин Мост, 1968) јесте српски новинар. Најпознатији је по свом новинарском раду са простора Косова и Метохије.

## Биографија
Син је Живорада Игића.
Запослен је као дописник РТС-а са Косова и Метохије.
Током јуна 2014. године, користећи тренутак истоварања телевизијске опреме, такозвана косовска полиција му је писала казну и потом позвала интервентне јединице које су га привеле, уз физичке озледе, и задржала у станици четири часа. Игић је инцидент описао као још један случај бахатости такозваних косовских снага.
Добитник је награде „Милан Пантић” која се додељује за новинарску храброст у знак сећања на новинара убијеног 11. јуна 2001. године. Претходно му је додељена награда „Милан Жегарац”.